# Mineral Quantum
Mineral Quantum este o companie românească producătoare de ape minerale îmbuteliate sub brandul Spring Harghita.
În anul 2007 compania a avut vânzări de aproximativ 10 milioane euro, și un volum îmbuteliat de apă minerală naturală de peste 80 de milioane de litri.